# Транспозиционна матрица
Транспозиционната матрица Tr(X) е квадратна матрица с размер n, равен на цяла степен на 2, всеки елемент Tr(X)ij от която съдържа един от елементите {x} на даден вектор X с размер n, чийто индекс е равен на единица плюс побитовото умножение (XOR) на номера на реда i минус единица по номера на колоната j минус единица на елемента Tr(X)ij.

## Формула
Така формулата, по която се изчисляват елементите на матрицата Tr(x), е както следва:
{\displaystyle Tr(X)_{i,j}=x_{1+(i-1)\oplus (j-1)}}
където {\displaystyle i,j\in [1,n]} и със символът {\displaystyle \oplus }  е обозначена операцията побитово умножение (XOR).
Редовете и стълбовете на транспозиционната матрица съдържат пермутации на елементите на вектора {\displaystyle X}, като между елементите на всеки два реда или стълба от матрицата съществуват {\displaystyle n/2} транспозиции.

## Примери
Транспозиционната матрица {\displaystyle Tr(X)} , получена от вектора {\displaystyle X={\begin{pmatrix}x_{1},x_{2},x_{3},x_{4},x_{5},x_{6},x_{7},x_{8}\\\end{pmatrix}}} има вида 
{\displaystyle Tr(X)={\begin{pmatrix}x_{1}&x_{2}&x_{3}&x_{4}&|&x_{5}&x_{6}&x_{7}&x_{8}\\x_{2}&x_{1}&x_{4}&x_{3}&|&x_{6}&x_{5}&x_{8}&x_{7}\\x_{3}&x_{4}&x_{1}&x_{2}&|&x_{7}&x_{8}&x_{5}&x_{6}\\x_{4}&x_{3}&x_{2}&x_{1}&|&x_{8}&x_{7}&x_{6}&x_{5}\\-&-&-&-&|&-&-&-&-\\x_{5}&x_{6}&x_{7}&x_{8}&|&x_{1}&x_{2}&x_{3}&x_{4}\\x_{6}&x_{5}&x_{8}&x_{7}&|&x_{2}&x_{1}&x_{4}&x_{3}\\x_{7}&x_{8}&x_{5}&x_{6}&|&x_{3}&x_{4}&x_{1}&x_{2}\\x_{8}&x_{7}&x_{6}&x_{5}&|&x_{4}&x_{3}&x_{2}&x_{1}\\\end{pmatrix}}}

## Свойства
- {\displaystyle Tr} матрицата е симетрична матрица, което означава, че елементите и са свързани със съотношенията {\displaystyle Tr_{i,j}=Tr_{j,i}}.

- {\displaystyle Tr} матрицата е персиметрична матрица, т.е. тя е симетрична и спрямо вторият си диагонал, което означава, че елементите и са свързани със съотношенията {\displaystyle Tr_{i,j}=Tr_{n-j+1,n-i+1}}.

- Всеки ред и колона на {\displaystyle Tr} матрицата съдържа всички елементи на зададеният вектор {\displaystyle X} без повторения.

- Всеки два реда от {\displaystyle Tr} матрица съдържат {\displaystyle n/2} четворки от елементи с еднакви стойности на диагоналните елементи. Например ако {\displaystyle Tr_{p,q}} и {\displaystyle Tr_{u,q}} са два произволно избрани елемента от една и съща колона {\displaystyle q} на {\displaystyle Tr} матрицата, то от това свойство следва, че в {\displaystyle Tr} матрицата се съдържа четворка елементи {\displaystyle (Tr_{p,q},Tr_{u,q},Tr_{p,v},Tr_{u,v})}, за която са изпълнени равенствата {\displaystyle Tr_{p,q}=Tr_{u,v}} и {\displaystyle Tr_{u,q}=Tr_{p,v}}. Това свойство, което по-нататък ще наричаме "свойство на четворките" е специфично за {\displaystyle Tr} матриците

На фигурата вдясно са показани примери за четворки от елементи в {\displaystyle Tr} матрица с еднакви стойности на диагоналните елементи.

## Транспозиционна матрица с взаимно ортогонални редове (Trs матрица)
Свойството на четворките дава възможност за получаване от {\displaystyle Tr} матрица на матрица с взаимно ортогонални редове и колони ({\displaystyle Trs} матрица) чрез променяне на знаците на нечетен брой елементи във всяка четворка {\displaystyle (Tr_{p,q},Tr_{u,q},Tr_{p,v},Tr_{u,v})}, {\displaystyle p,q,u,v\in [1,n]}. В [4] се предлага алгoритъм за получаване на {\displaystyle Trs} матрица чрез поелементно умножение (произведение на Адамар) на {\displaystyle Tr} матрицата с матрица на Адамар {\displaystyle H=(h_{ij})} с подреждане на редовете, при което се получава променяне на знаците на нечетен брой елементи във всички четворки. Така получените двумерни вектори в четворките {\displaystyle (h_{p,q}Tr_{p,q},h_{p,v}Tr_{p,v})} и {\displaystyle (h_{u,q}Tr_{u,q},h_{u,v}Tr_{u,v})} сa ортогонални и тъй като всички елементи на редовете p и q се съдържат без повторения в n/2 четворки елементи, сa ортогонални и целите редове p и u. Получени са [4] матрици на Адамар {\displaystyle H} за n=2, 4 и 8, чрез които се получават матрици {\displaystyle Trs(X)} чрез поелементно умножение на матриците {\displaystyle H} и {\displaystyle Tr}. Ако {\displaystyle \|X\|=1} то {\displaystyle Trs(X)} матрицата е ортогонална матрица на отражение [4], т.е. {\displaystyle det} {\displaystyle Trs(X)=-1}.

## Пример за получаване на Trs(X) матрица
Транспозиционната матрица с взаимно ортогонални редове {\displaystyle Trs(X)} за n=4 , се получава от вектора {\displaystyle X={\begin{pmatrix}x_{1},x_{2},x_{3},x_{4}\\\end{pmatrix}}^{T}} по формулата: 
{\displaystyle Trs(X)=H(R)\circ Tr(X)={\begin{pmatrix}1&1&1&1\\1&-1&1&-1\\1&-1&-1&1\\1&1&-1&-1\\\end{pmatrix}}\circ {\begin{pmatrix}x_{1}&x_{2}&x_{3}&x_{4}\\x_{2}&x_{1}&x_{4}&x_{3}\\x_{3}&x_{4}&x_{1}&x_{2}\\x_{4}&x_{3}&x_{2}&x_{1}\\\end{pmatrix}}={\begin{pmatrix}x_{1}&x_{2}&x_{3}&x_{4}\\x_{2}&-x_{1}&x_{4}&-x_{3}\\x_{3}&-x_{4}&-x_{1}&x_{2}\\x_{4}&x_{3}&-x_{2}&-x_{1}\\\end{pmatrix}}}
където {\displaystyle Tr(X)} е {\displaystyle Tr} матрица, получена от вектора {\displaystyle X}, {\displaystyle H(R)} е матрица на Адамар със зададено подреждане на редовете {\displaystyle R}, за което редовете на получаваната {\displaystyle Trs(X)} матрица са взаимно ортогонални, а с "{\displaystyle \circ }" е обозначена операцията "поелементно умножение" (произведение на Адамар).
Както може да се види от формулата, първият ред на получената {\displaystyle Trs} матрица съдържа елементите на вектора {\displaystyle X} без транспозиции и промяна на знака. Като се вземе предвид че редовете на матрицата са взаимно ортогонални, при умножаване на {\displaystyle Trs} матрицата по вектора, от който е създадена получаваме
{\displaystyle Trs(X).X=\parallel X\parallel ^{2}.[1,0,0,0]^{T}}
което означава, че {\displaystyle Trs} матрицата завърта вектора {\displaystyle X}, от който е получена, по направление на координатната ос {\displaystyle x_{1}}.
Важно е да се отбележи, че матрицата {\displaystyle H} не зависи от вектора {\displaystyle X}. В [4] е даден код на Matlab функция за получаване на {\displaystyle Trs} матрица за n=2,4 и 8.

## Вижте още
- Симетрична матрица